# Детский проект
«Детский проект» — бывший общероссийский телеканал, осуществлявший вещание на 29 ТВК в Москве (в других городах России — на частотах других каналов) с 17 апреля 2000 по 17 сентября 2001 года. Редакции и студии телеканала располагались в телецентре «Останкино» (АСК-1).
Выходил в эфир с логотипом «ДП» и роликами «РТМ» (РадиоТелеМир). 17 сентября 2001 года на базе «Детского проекта» создан спортивный канал 7ТВ.

## История

### Предыстория
Одним из основателей телеканала был известный артист театра и кино, кинорежиссёр Ролан Быков, мечтавший создать в России детский канал. 21 августа 1997 года была получена лицензия на вещание, но финансовый кризис 1998 года и смерть Быкова отложили начало вещания «Детский проект». В апреле 1999 года было получено предупреждение за то, что телеканал не вещал почти два года с момента выдачи лицензии.
В июне 1999 года было начато экспериментальное вещание по будням с 15:00 до 17:00, продлившееся недолго. Во время экспериментального вещания в правом верхнем углу стоял логотип в виде цифры «29» жёлтого цвета, а внизу — надпись «Техническое вещание».

### 2000—2001
Полноценную работу телеканал начал с 17 апреля 2000 года (изначально планировал начать 26 августа 1999 года), вещая с 16:00 до 22:00, а с июня — с 12:00 до 22:00. После пожара на Останкинской телебашне 27 августа 2000 года по просьбе Министерства печати отдал свой передатчик в пользование телеканалу «Культура» и с 28 августа 2000 по 11 января 2001 года «Детский проект» временно прекратил своё вещание.
Вернулся в эфир 12 января 2001 года в 7:00. При этом, несмотря на своё название, детскому вещанию в сетке уделялось всего 9 % от общего объёма вещания телеканала. Большая часть эфира телеканала (42 %) приходилась на продукцию, не требовавшую особых финансовых и производственных затрат — трансляцию старых советских художественных фильмов. Иногда в эфир попадали фильмы российского, украинского и белорусского производства. Со временем доминирующей тематикой телеканала станет спорт. В частности, на этом телеканале ещё до его переформатирования в 7ТВ работали известные советские спортивные журналисты Аркадий Ратнер, Сергей Покровский и Борис Новаковский.

## Эфирное вещание
Планировалось эфирное вещание на всей территории России.
- Краснодар — 46 ТВК
- Казань — 43 ТВК
- Нижний Новгород — 36 ТВК
- Пермь — 22 ТВК
- Архангельск — 31 ТВК
- Петрозаводск — 40 ТВК
- Рязань — 52 ТВК
- Оренбург — 26 ТВК
- Тюмень — 41 ТВК
- Ульяновск — 47 ТВК
- Уфа — 47 ТВК
- Воронеж — 37 ТВК
- Иваново — 51 ТВК
- Ижевск — 46 ТВК
- Киров — 25 ТВК
- Санкт-Петербург и Ленинградская область — 25 ТВК
- Москва и Московская область — 29 ТВК
- Мурманск — 52 ТВК
- Великий Новгород — 52 ТВК
- Новосибирск — 33 ТВК
- Вологда — 39 ТВК
- Брянск — 36 ТВК
- Владимир — 47 ТВК
- Сыктывкар — 33 ТВК
- Сургут — 28 ТВК
- Саранск — 46 ТВК
- Саратов — 49 ТВК
- Орёл — 52 ТВК
- Тверь — 24 ТВК
- Курск — 2 ТВК (15.08-16.09.2001)

## Программы
Основную долю эфирного времени составляли советские кинофильмы и мультфильмы, передачи и документальные ленты, произведённые Ассоциацией «Наше кино», спортивные программы и трансляции, произведённые ЗАО «РадиоТелеМир», и прогноз погоды в городах вещания. Музыкальные программы производились компанией «О. К.-Арт».
- XL-music (4 и 11 сентября 2001 года) (ранее на 2x2 и 31 канале) (позже на 7ТВ).
- Аплодисменты
- Бега, скачки
- Волшебный сундучок (с 7 июля по 15 сентября 2001 года) — детская программа (ранее и позже на Дарьял ТВ, позже на 7ТВ)
- Вкусные истории — детская программа
- Вперёд, «Спартак»! — передача о московском хоккейном клубе «Спартак». В сетке вещания канала также были трансляции домашних матчей этого хоккейного клуба (комментаторы — Владислав Домрачев и Евгений Зимин)[14] (с 25 января по 14 сентября 2001 года) (позже на 7ТВ)
- Заряд бодрости (повтор с ТВ Центр-Столица/Столицы)
- Команда XXI (с 5 августа по 16 сентября 2001 года) — спортивная программа
- Ипподром (показ лошадиных скачек с московского ипподрома). Комментаторы — Алла Ползунова, Борис Новаковский (2000) (позже на 7ТВ)
- Интересные встречи
- Лабиринт успеха — еженедельная программа Олега Забродина. Известные музыкальные исполнители рассказывали о своём жизненном пути (повторы с канала ТВ Центр-Столица)
- Мир прекрасен, пока мы живём
- Манеж, манеж — программа о цирке (повтор с ТВ Центр-Столица/Столицы)
- Полезная информация
- Просто 15 (с 12 января по 16 сентября 2001 года) — еженедельный хит-парад. Ведущий — Олег Забродин. Первые места чаще всего доставались песням Аллы Пугачёвой или Филиппа Киркорова (позже на 7ТВ и канале Прометей АСТ)
- Просто для души (с 24 июня по 16 сентября 2001 года) (позже на 7ТВ)
- Просто кое-что (телемагазин)
- Просто песня (с 16 апреля по 14 сентября 2001 года) — музыкальная программа Олега Забродина, показ российских видеоклипов прошлых лет. Ведущие — Светлана Разина, Светлана Лазарева, Джордж Ровалс (позже на 7ТВ и канале Прометей АСТ/АСТВ)
- Путешествие по России
- С днём рождения — программа, выходившая в эфир сразу после программы передач на день (с 12 февраля по 16 сентября 2001 года) (позже на 7ТВ)
- Следствием установлено (с 10 июня по 26 августа 2001 года)
- Спортивная линия — ежедневная программа студии спортивного вещания. Авторы: Сергей Покровский (руководитель), Аркадий Ратнер (продюсер)[15]
- TV Club (телемагазин)
- Турбюро (с 10 июня по 15 июля 2001 года) (позже на канале Прометей АСТ/АСТВ)
- Удачи на даче (повторы с ТВ Центр-Столицы/Столицы, позже на ТВМ/Третьем канале).
- Утро, день — музыкальная программа, включавшая в себя показ клипов российских исполнителей (с 23 июля по 13 сентября 2001 года) (позже на 7ТВ).
- Футбольная кухня — передача, построенная в форме диалогов на футбольные темы. Ведущие — Олег и Валерий Винокуровы[16]
- Хит-шлягер — музыкальная программа, выходила с 12 января по 16 февраля 2001 года. Клипы отечественных звёзд прошлых лет
- Чудеса всех континентов
- Шесть песен на бис
- Шоу небывалого парашютиста с Максимом Покровским (с 18 июня по 14 сентября 2001 года) (позже на 7ТВ).

## Телесериалы и мультсериалы
Зарубежные
- Арабелла (с 12 января по 1 февраля 2001 года)
- Тридцать случаев из жизни майора Земана (с 12 января по 22 марта 2001 года)
- Большая любовь Бальзака (с 15 по 23 января 2001 года)
- Возвращение Арабеллы (со 2 февраля по 15 марта 2001 года)
- Чародей (с 3 марта по 20 мая 2001 года)
- Чародей 2 (с 26 мая по 26 августа 2001 года)

Российские
- Петербургские тайны (с 12 февраля по 13 апреля 2001 года) (повторы с 1-го канала Останкино и РТР)

## Музыкальные оформители
- Михаил Экимян